# 月刊ギグス
月刊ギグス（げっかんギグス）は、シンコーミュージック・エンタテイメントから発行されていた音楽雑誌。1989年に創刊された。2022年の5月号より、月刊誌としての発行を終了し年4回の季刊誌となったが、同年8月1日に6月27日発売の8月号を以って休刊となった。
キャッチコピーは「すべてのバンドマン&プレイヤーを応援するロック・マガジン」で、楽器の演奏方法や、ライブ・レポート、アーティストへのインタビュー、バンド・スコア、楽器情報などが主な内容となっていた。

## 小山田圭吾のインタビュー
東京オリンピック・パラリンピックの開会式の作曲担当者の一人に選ばれた小山田圭吾は、1994年～95年の複数の雑誌インタビューにおける障害者の児童生徒に対するいじめ自慢がSNS等で拡散され、担当者選任発表の5日後の2021年7月19日に辞任に追い込まれた。
辞任後、小山田は『GiGs』1996年2月号のインタビューでの発言も問題視された。小山田はギターに関する話題の中で、入院先の病室で弾いたエピソードを披露し「夜中にガンガンやってると、癌の末期患者の人とかの呻き声が聞こえて来る（笑）」などと発言した。版元のシンコーミュージック・エンタテイメントは2021年7月21日までに、「倫理観に欠ける不適切な表現があった」として、公式サイトに謝罪文を掲載した。小山田本人はこの『GiGs』でのインタビューでの発言に関しては公式には発言していない。